# Koerner, Ray & Glover
Koerner, Ray & Glover var ett amerikanskt bluesband, bildat 1962 i Minneapolis, Minnesota. Det bestod av Tony "Little Sun" Glover (munspel), "Spider" John Koerner (gitarr och sång) och Dave "Snaker" Ray (gitarr och sång).

## Historia
De tre träffades som studenter vid University of Minnesota och började spela tillsammans. I själva verket spelade de sällan ihop som en trio, utan gjorde oftare soloframträdanden eller duetter. Debutalbumet Blues, Rags and Hollers gavs ut 1963 på Elektra Records och de spelade in ytterligare två album för bolaget under 1960-talet. Koerner och Ray har även varit aktiva som soloartister, medan Glover skrev en av de första instruktionsböckerna för bluesmunspel. Ray och Glover spelade från 1998 tillsammans med Camile Baudoin och Reggie Scanlan (från The Radiators) i bandet The Back Porch Rockers och spelade in albumet By The Water 2000.
Koerner, Ray och Glover gjorde sporadiska återföreningar fram till 2002, då Ray gick bort. Koerner och Glover är fortfarande aktiva (2014) och uppträder tillsammans. Det utgavs ett album 2009 med Koerner och Glover, Live @ The 400 Bar.

## Medlemmar
- Tony "Little Sun" Glover (f. 7 oktober 1939 i Minneapolis, Minnesota) – sång, munspel, gitarr
- "Spider" John Koerner (f. 31 augusti 1938 i Rochester, New York) – sång, munspel, gitarr
- Dave "Snaker" Ray (f. 17 augusti 1943 i Saint Paul, Minnesota – d. 28 november 2002 i Minneapolis) – sång, gitarr

## Diskografi
- 1963 – Blues, Rags and Hollers
- 1964 – Lots More Blues, Rags and Hollers
- 1965 – The Return of Koerner, Ray & Glover
- 1972 – Good Old Koerner, Ray & Glover
- 1996 – One Foot in the Groove